# نديرة ايت اومغار
 نديرة ايت اومغار (ولدت 9 أكتوبر 1994 ببجاية، الجزائر) هي لاعبة كرة طائرة جزائرية.

## معلومات الاندية
النادي الحالي : نادي صدوق بجاية 
- منتخب الجزائر لكرة الطائرة سيدات
- البطولة الجزائرية لكرة الطائرة سيدات